# Pauline Little
Pour les articles homonymes, voir Little.
Pauline Little est une actrice canadienne d'origine écossaise.

## Filmographie
- 1988 : Shades of Love: Moonlight Flight (TV) : Heavy Metal Singer
- 1988 : Buster : Sally
- 1991 : The Little Flying Bears (série télévisée) : Jasmine; Lotus
- 1991 : Samouraï Pizza Cats (série télévisée) : Francine Manx, Junior and Abigial (voix)
- 1993 : Le Voisin (The Neighbor) : Rebecca
- 1995 : The Little Lulu Show (série télévisée) : Mrs. Moppet
- 1997 : L'Éducation de Little Tree (The Education of Little Tree) : Mrs. Higginbotham
- 1999 : Misguided Angels (série télévisée) : Dinah
- 1997 : Caillou (série télévisée) : Grandma (voix)
- 2000 : Isn't She Great : Leslie Barnett
- 2000 : Jackie Bouvier Kennedy Onassis (TV) : Nurse Rita Dallas
- 2002 : Liaison scandaleuse (Wicked Minds) (TV) : Nicole's lawyer
- 2003 : Le Mystificateur (Shattered Glass) : Monica Merchant #2
- 2003 : Vive les fêtes ! Un film avec Caillou (en) (vidéo) : Grandma / Elderly Woman (voix)
- 2004 : L'Après-demain (The Day After Tomorrow) : Lanson (SSL)
- 2007 : Alerte tsunamis (en) (Killer Wave) de Bruce McDonald  (mini-série télévisée, épisodes 1 et 2) : une administratrice de la Croix-Rouge